# Malika Secouss
Pour les articles homonymes, voir Malika et Secousse.

Malika Secouss est une série de bande dessinée humoristique scénarisée, dessinée et colorisée par Téhem.

## Analyse
Sur des gags d'une page, Téhem met en scène la vie de trois jeunes de banlieue, Malika, Jeff et Dooley. Dans le décor froid et urbain de la cité des Pâquerettes, le trio traîne dans un milieu où racisme et sexisme sont monnaie courante, que cela vienne des skinheads, des rappeurs ou encore de la mairie…

## Anecdote
- À noter que l'auteur fut enseignant d'arts plastiques en zone d'éducation prioritaire, en Normandie puis à Marseille[2].

## Albums
1. Rêves partis (1998)
2. Crise de tête (1999)
3. Crache ta joie (2000)[3]
4. Groove ton chemin (2001)
5. Fais pas ta star (2002)
6. Pulse des pieds (2003)
7. Frais style (2004)
8. C'est du Zouli (2006)
9. Alcastar (2009)

## Personnages

### Personnages principaux
Les trois personnages principaux sont trois jeunes de banlieue issus de l'immigration, vivants dans la cité des Pâquerettes :
- Malika Secouss : jeune française d'origine maghrébine au caractère bien trempé. Grande sportive, Malika et son côté garçon manqué ne se laisse jamais faire face au racisme et l'intolérance. Jeune adulte sortie de l'adolescence, sans diplôme, elle enchaîne les petits jobs. Fan inconditionnel du chanteur Jason Flash et prête à tout pour le rencontrer, elle a également avoué être sortie avec la star du football du quartier.
- Dooley M'baki : le meilleur ami de Malika aime essentiellement dormir et manger. Il a toujours les yeux cachés derrière ses lunettes et n'hésite jamais à se servir dans le magasin Mamouprix du quartier.
- Jeff : simplet, est un grand fan de sport, surtout de basket et redoutable dans les sports de X Games. Il est aussi amoureux de Lola.

### Personnages récurrents
- Martin : fou amoureux de Malika, ses maladroites tentatives de séduction lui valent souvent la colère de celle-ci. Il a les cheveux blonds qui cachent ses yeux et a un gros nez.
- Zoulie : la petite sœur de Malika dégage, malgré la différence d'âge, une bien plus grande maturité que son aînée. Avec un grand sens de l'écologie en plus. Excellente élève à l'école, elle souffre de l'image négative qu'a laissé sa sœur au collège. Physiquement, elle ressemble beaucoup à sa sœur mais les couettes pointées vers le haut.
- "Jipé" : il est le mentor des jeunes du quartier. Toujours prompt à aider la bande à Malika, il leur propose fréquemment d'essayer les nouvelles installations offertes par la mairie mais cela tombe toujours en flop. Il lui arrive également d'emmener les jeunes du quartier en voyage.
- Faye : grand frère de Dooley, il officie comme vigile au magasin Mamouprix. Surveillant de près son cadet, il ne tarit pas de la force pour le mettre dans le droit chemin. Une fois, il donne du travail a son frère.
- Francis : leader de L.H.U. (La Horde Urbaine), les skinhead du quartier, il veut instaurer la terreur dans la cité avec sa bande xénophobe.
- La bibliothécaire : cette dame rêve de changer le regard de Malika et ses amis à l'encontre des livres et de la culture, ce qui rencontre en général peu de succès. Elle porte une robe rose et des lunettes rondes.
- Jason Flash : star de la musique, chacun de ses déplacements crée l'hystérie.
- Jean Luc : Fan de shaolin, il passe son temps à essayer de nouvelles techniques d'arts martiaux.
- Lola : amie de Malika, elle aime tout ce qui brille.
- Jean-Dylan, le footballeur : star du football, il a le goût pour les belles voitures et les fêtes luxueuses. Il a été dans la même école primaire que Malika.
- M. Poissoneux : directeur du supermarché, il est décrit comme raciste.

## Publication

### Éditeurs
- Glénat : Tomes 1 à 7 (première édition des tomes 1 à 7).

Collection : Tchô ! la collec...

## Distinctions
- 2001 : Malika Secouss : Crache ta joie : nommé au Alph'Art jeunesse 9-12 ans
- 2002 : Malika Secouss : Groove ton chemin : nommé au Alph'Art jeunesse 9-12 ans

## Adaptations
Une sérié animée a été réalisée pour la télévision en 2004.

### Documentation
- Franck Aveline, « Malika Secouss #1 », dans L'Indispensable no 3, janvier 1999, p. 72-73.
- Christophe Quillien, « Femmes libres et belles rebelles : Malika Secouss », dans Elles, grandes aventurières et femmes fatales de la bande dessinée, Huginn & Muninn, octobre 2014 (ISBN 9782364801851), p. 88.